# Maria Horne
Maria Emma Horne (11 de junio de 1990), también conocida como Marie Auma, es una activista y empresaria ugandesa. Es cofundadora de Better Living Initiatives Global, una organización sin ánimo de lucro que trabaja para mejorar la conservación del medio ambiente y el acceso a la salud y la educación. A través de BLI Global ha colaborado en Estados Unidos, Europa, África y Asia en proyectos medioambientales, como Saving Dolphins con la Unión Internacional para la Conservación de la Naturaleza (UICN) en 2019. También es cofundadora de BLI Global Capital, una empresa de gestión de inversiones que ha puesto en marcha tres fondos para aumentar los flujos de financiación hacia empresas africanas.

## Biografía

### Activismo climático
En 2018, después de asistir a un seminario mundial de Parks for the Planet en Salzburgo que se centró en las interrelaciones entre el activismo y la política, se asoció con la Comisión de Educación y Comunicación (CEC) de la UICN para impartir una sesión del Día Mundial del Medio Ambiente en la Hill Preparatory School, para enseñar a los niños a mantener su entorno libre de residuos plásticos bajo el lema "vencer la contaminación por plástico". En abril de ese mismo año, puso en marcha el Programa de Embajadores Globales (GAP) para formar a jóvenes en el activismo ambiental.
En agosto de ese mismo año, aceptó el reto de conseguir más de 100 000 postales de niños en un desafío para Guinness World Records. El proyecto fue iniciado por la Agencia Suiza para Desarrollo y Cooperación. A través del GAP, Horne trabajó con jóvenes de diez países, como su natal Uganda, Nigeria, Kenia, Libia, Líbano, Nepal y Bangladés, asistiendo a las escuelas para conocer la opinión de los niños sobre lo que significa para ellos la acción climática. El proyecto suizo acabó movilizando más de 125 000 tarjetas postales en total que se expusieron en el glaciar Aletsch. Su participación en esta campaña de promoción le valió reconocimiento internacional y le permitió asistir a la Conferencia de las Naciones Unidas sobre el Cambio Climático (COP24) de 2018 en Polonia.
A través de BLI Global, continuó su labor de acción climática participando en la campaña Beat Air Pollution en 2019. También se involucró en el cabildeo con los gobiernos para la adopción de políticas respetuosas con el medio ambiente y participó en la cuarta Asamblea de Naciones Unidas para el Medio Ambiente (UNEA4) en Nairobi, Kenia, donde conoció a la Directora Ejecutiva entrante del Programa de Naciones Unidas para el Medio Ambiente (PNUMA), Inger Andersen.

### Trabajo con las Naciones Unidas
En 2019 participó en la Semana del Clima de África y en el Foro de la Juventud del ECOSOC donde, junto con la circunscripción del Movimiento Juvenil por el Clima (YOUNGO), organizó la sesión paralela de Acción Climática del Objetivo de Desarrollo Sostenible 13 (ODS13). Asistió a la sesión del Foro Político de Alto Nivel sobre Desarrollo Sostenible (HLPF) y a la Cumbre de Acción Climática de las Naciones Unidas, donde abogó por una mayor financiación de la acción climática liderada por los jóvenes.
También participó en la conferencia sobre el cambio climático celebrada ese mismo año en Madrid con las iniciativas Plant-for-the-Planet, Youth Climate Lab y Hatof Foundation. Con el apoyo de la Presidencia de la Conferencia de las Naciones Unidas sobre el Cambio Climático (COP25) de 2019, organizó un nuevo evento dirigido a los jóvenes, con el objetivo de reconciliar la labor empresarial con la conservación del medio ambiente. Junto con Seyifunmi Adebote, de Media for Community Change, ayudó a organizar y moderar una sesión con la República de Nigeria en el Pabellón de Sudáfrica sobre "entender la financiación del clima".
Como una de las embajadoras de la iniciativa Africa Youth Climate Hub, habló junto a Oladuso Adenike sobre el tipo de apoyo que necesitan los jóvenes para impulsar la acción climática. Horne sigue compartiendo conocimientos sobre cómo presionar a los gobiernos a nivel de base para que la financiación incluya a los jóvenes.